# Lupersat
Lupersat est une commune française située dans le département de la Creuse en région Nouvelle-Aquitaine.
Les habitants s'appellent les Lupersatois et les Lupersatoises.

## Géographie
La commune de Lupersat – on écrivait autrefois Lupersac — est située dans la partie est du département de la Creuse. Le bourg de Lupersat se trouve à 5 km du chef-lieu de canton Bellegarde-en-Marche, à 17 km de la sous-préfecture Aubusson, et à 56 km de la préfecture Guéret. La commune est brièvement bordée au nord-ouest sur 200 mètres par le Bellegy, un affluent de la Tardes.
La superficie de la commune est de 3 264 hectares. Elle est traversée par le méridien de Paris. Elle affecte dans son ensemble la forme d’un ovale assez régulier. Le bourg est situé à peu près au centre de la commune, avec de nombreux hameaux dispersés tout autour (une cinquantaine).
| Champagnat               | Mainsat  | Bussière-Nouvelle |
| Saint-Silvain-Bellegarde | Lupersat |                   |
| La Villetelle            | Mautes   | Sermur            |

### Relief
Le sol de la commune est granitique et accidenté, avec de nombreuses collines qui portent le plus souvent le nom de « puy », comme le Puy du Bey, le Puy de Chaud ou le Puy d’Erouletas, point culminant à 706 mètres d’altitude.
Lupersat est arrosée par de nombreux cours d’eau. Le plus important est la Tardes qui traverse la commune sur 3 km à l’ouest et reçoit les ruisseaux du Monteil et de Chez-Latour, eux-mêmes alimentés par les étangs qu’ils traversent.

### Climat
Pour des articles plus généraux, voir Climat de la Nouvelle-Aquitaine et Climat de la Creuse.
Historiquement, la commune est exposée à un climat montagnard.  
En 2020, Météo-France publie une typologie des climats de la France métropolitaine dans laquelle la commune est exposée à un climat de montagne et est dans la région climatique  Ouest et nord-ouest du Massif Central, caractérisée par une pluviométrie annuelle de 900 à 1 500 mm, maximale en automne et en hiver.
Pour la période 1971-2000, la température annuelle moyenne est de 9,6 °C, avec une amplitude thermique annuelle de 15,2 °C. Le cumul annuel moyen de précipitations est de 934 mm, avec 11,9 jours de précipitations en janvier et 7,9 jours en juillet. Pour la période 1991-2020, la température moyenne annuelle observée sur la station météorologique installée sur la commune est de 10,8 °C et le cumul annuel moyen de précipitations est de 934,9 mm,. Pour l'avenir, les paramètres climatiques de la commune estimés pour 2050 selon différents scénarios d'émission de gaz à effet de serre sont consultables sur un site dédié publié par Météo-France en novembre 2022.
| Mois                                  | jan.           | fév.           | mars          | avril         | mai           | juin          | jui.          | août          | sep.          | oct.          | nov.          | déc.           | année      |
| ------------------------------------- | -------------- | -------------- | ------------- | ------------- | ------------- | ------------- | ------------- | ------------- | ------------- | ------------- | ------------- | -------------- | ---------- |
| Température minimale moyenne (°C)     | 0              | −0,5           | 1,8           | 4,5           | 7,3           | 11            | 12,5          | 12,5          | 9,3           | 7             | 3,8           | 1,1            | 5,9        |
| Température moyenne (°C)              | 3,1            | 3,3            | 6,7           | 9,9           | 12,6          | 16,6          | 18,8          | 19            | 15,3          | 11,8          | 7,5           | 4,6            | 10,8       |
| Température maximale moyenne (°C)     | 6,3            | 7,2            | 11,6          | 15,3          | 18            | 22,3          | 25,1          | 25,5          | 21,4          | 16,7          | 11,3          | 8,1            | 15,7       |
| Record de froid (°C) date du record   | −11,9 08.01.09 | −16,1 12.02.12 | −9,3 15.03.13 | −4,7 05.04.23 | −1,4 06.05.19 | 2,6 01.06.11  | 4,5 01.07.11  | 4,7 11.08.16  | 0,7 09.09.19  | −4,6 16.10.09 | −7,8 28.11.13 | −14,4 26.12.10 | −16,1 2012 |
| Record de chaleur (°C) date du record | 21,1 01.01.22  | 22,8 27.02.19  | 24,6 30.03.21 | 26,5 15.04.15 | 31,1 22.05.22 | 38,2 29.06.19 | 38,5 23.07.19 | 38,3 18.08.12 | 34,1 04.09.23 | 32,6 08.10.23 | 25,6 08.11.15 | 19,7 31.12.21  | 38,5 2019  |
| Précipitations (mm)                   | 77,1           | 59,2           | 73            | 87,1          | 96,3          | 87,5          | 73,8          | 81,3          | 71,5          | 67,8          | 80,9          | 79,4           | 934,9      |

## Urbanisme

### Typologie
Au 1er janvier 2024, Lupersat est catégorisée commune rurale à habitat très dispersé, selon la nouvelle grille communale de densité à 7 niveaux définie par l'Insee en 2022.
Elle est située hors unité urbaine et hors attraction des villes,.

### Occupation des sols
L'occupation des sols de la commune, telle qu'elle ressort de la base de données européenne d’occupation biophysique des sols Corine Land Cover (CLC), est marquée par l'importance des territoires agricoles (73,4 % en 2018), en augmentation par rapport à 1990 (72 %). La répartition détaillée en 2018 est la suivante : 
prairies (59,1 %), forêts (25,7 %), zones agricoles hétérogènes (14,3 %), zones urbanisées (0,9 %). L'évolution de l’occupation des sols de la commune et de ses infrastructures peut être observée sur les différentes représentations cartographiques du territoire : la carte de Cassini (XVIIIe siècle), la carte d'état-major (1820-1866) et les cartes ou photos aériennes de l'IGN pour la période actuelle (1950 à aujourd'hui).

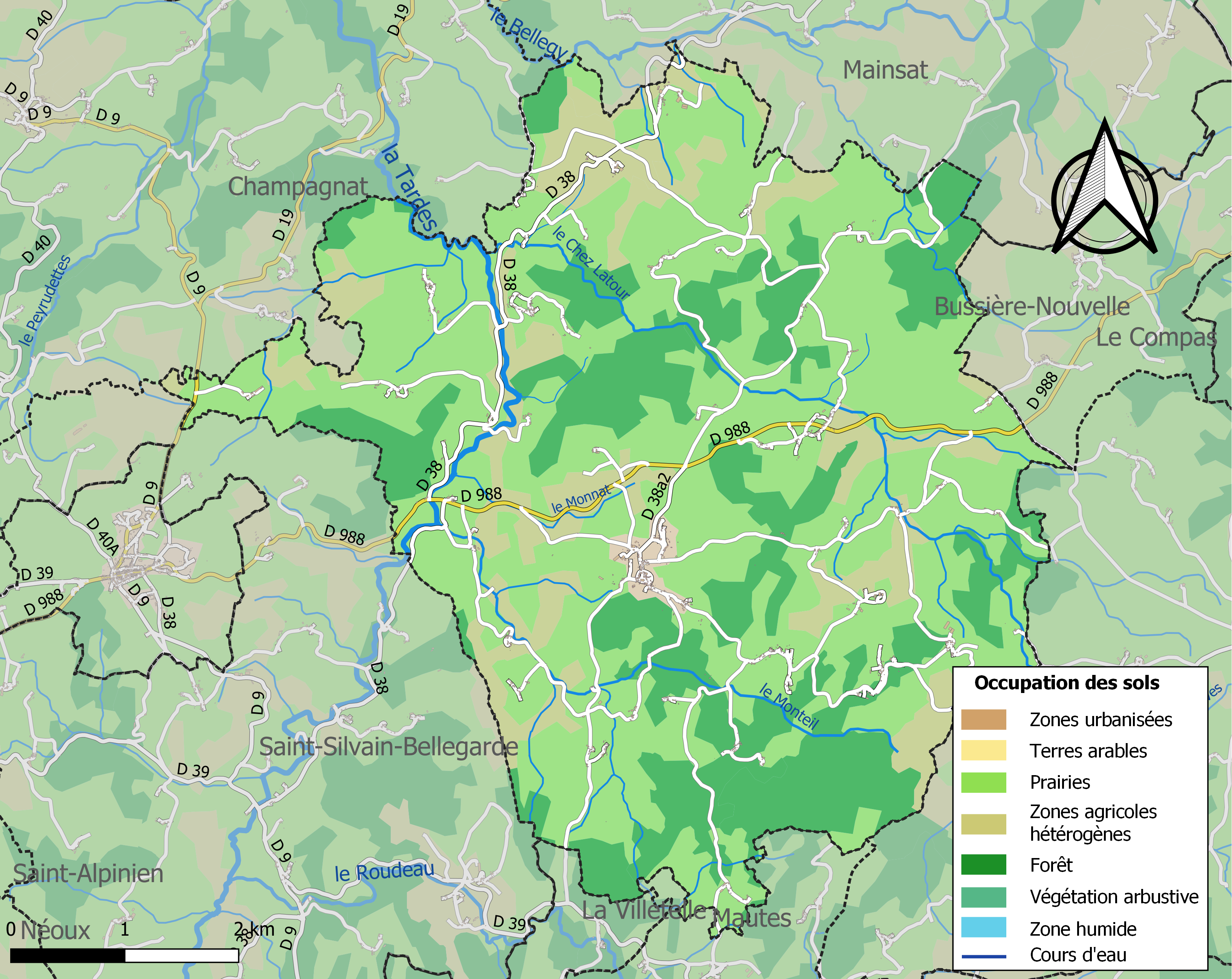
Carte des infrastructures et de l'occupation des sols de la commune en 2018 (CLC).

### Risques majeurs
Le territoire de la commune de Lupersat est vulnérable à différents aléas naturels : météorologiques (tempête, orage, neige, grand froid, canicule ou sécheresse) et séisme (sismicité faible). Il est également exposé à un risque particulier : le risque de radon. Un site publié par le BRGM permet d'évaluer simplement et rapidement les risques d'un bien localisé soit par son adresse soit par le numéro de sa parcelle.

#### Risques naturels

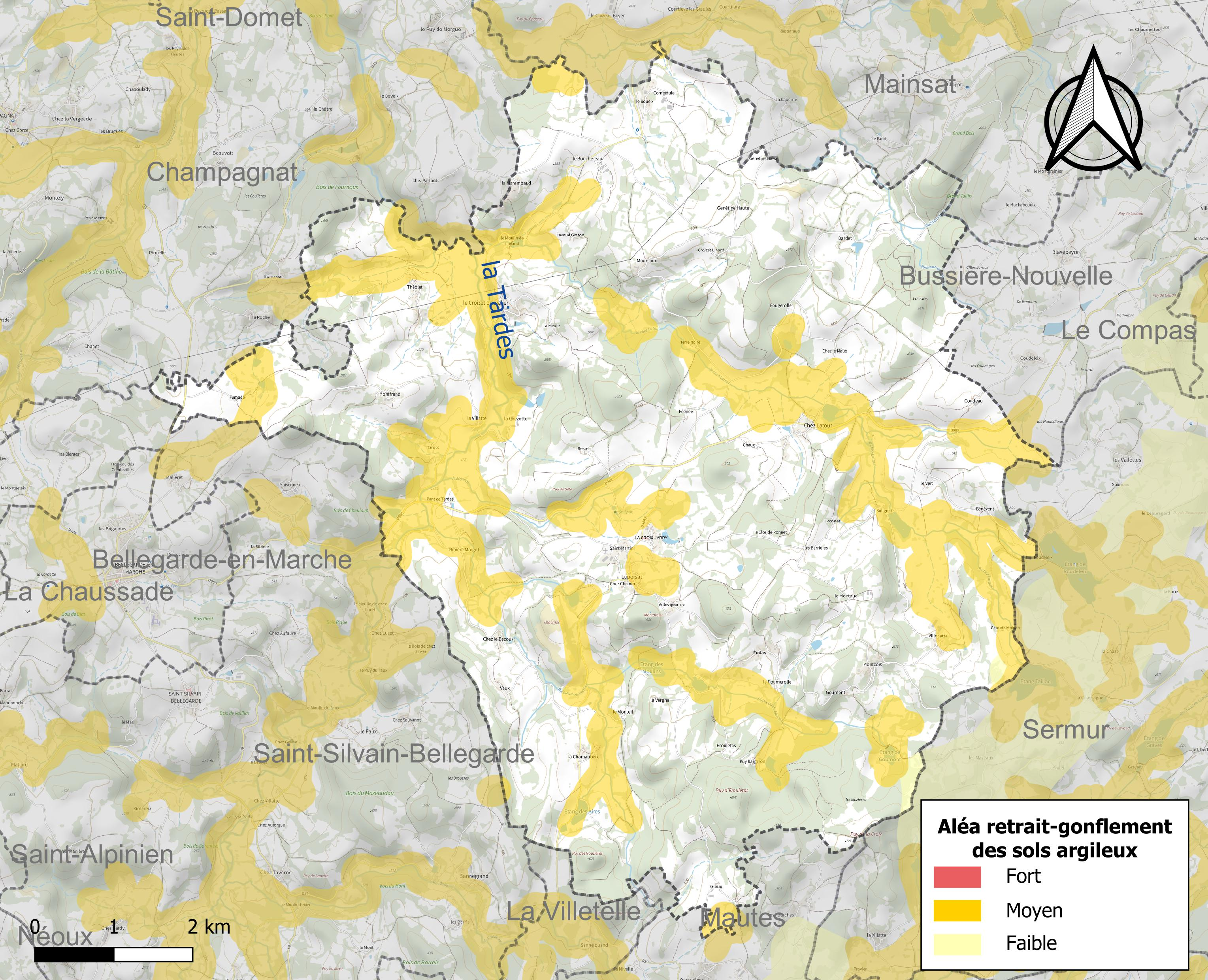
Carte des zones d'aléa retrait-gonflement des sols argileux de Lupersat.

Le retrait-gonflement des sols argileux est susceptible d'engendrer des dommages importants aux bâtiments en cas d’alternance de périodes de sécheresse et de pluie. 24,9 % de la superficie communale est en aléa moyen ou fort (33,6 % au niveau départemental et 48,5 % au niveau national). Sur les 299 bâtiments dénombrés sur la commune en 2019, 81 sont en aléa moyen ou fort, soit 27 %, à comparer aux 25 % au niveau départemental et 54 % au niveau national. Une cartographie de l'exposition du territoire national au retrait gonflement des sols argileux est disponible sur le site du BRGM,.
Par ailleurs, afin de mieux appréhender le risque d’affaissement de terrain, l'inventaire national des cavités souterraines permet de localiser celles situées sur la commune.
La commune a été reconnue en état de catastrophe naturelle au titre des dommages causés par les inondations et coulées de boue survenues en 1982 et 1999. Concernant les mouvements de terrains, la commune a été reconnue en état de catastrophe naturelle au titre des dommages causés par des mouvements de terrain en 1999.

#### Risque particulier
Dans plusieurs parties du territoire national, le radon, accumulé dans certains logements ou autres locaux, peut constituer une source significative d’exposition de la population aux rayonnements ionisants. Certaines communes du département sont concernées par le risque radon à un niveau plus ou moins élevé. Selon la classification de 2018, la commune de Lupersat est classée en zone 3, à savoir zone à potentiel radon significatif.

### Transport
- Ligne 282 (Auzances-Aubusson-Felletin) Réseau TransCreuse

## Histoire

### Toponymie
Une première hypothèse rapproche Lupersat de la commune corrézienne Lubersac, le nom de Lupersat viendrait de Luperciacum : le domaine de Lupercus, très probablement un propriétaire gallo-romain local. Lupercus était un dieu romain, protecteur des troupeaux contre les loups et célébré à Rome le 13 mars lors des lupercales. Lupercus est devenu un nom de personne latin, francisé en Luperque.
La seconde hypothèse, au vu des mentions du XIIe siècle, du XVe siècleet du XVIe siècle, maintenant un -p- sourd, cela induirait un étymon en Lupperciacum, avec deux -p-.
Cette étymologie donne le nom en langue occitane (dialecte limousin) du village : Lupersac, ou plutôt Libarçac.

### Moyen Âge
D’après la tradition populaire, la région aurait été évangélisée par un compagnon de saint Martial, premier évangélisateur de la Gaule centrale. On raconte que les restes de saint Oradoux (ou saint Adorateur) ont été déposés dans l’église de l’époque en 407. Ce saint aurait subi le martyre dans les environs du hameau de Gioux ou existe une petite fontaine en son honneur. C'est également en son honneur que la fête du village a lieu en juin.
L'église actuelle, principal et plus ancien monument de Lupersat, date du XIe siècle. Dans son ensemble, elle est de style roman de proportions grandioses, et fut construite à l'emplacement d'un édifice datant du Ve siècle.
En 1250, il existait au petit village de la Ribière une communauté de l’ordre de Saint-Benoît, dont on ignore les dates de fondation et de disparition.
En 1283, l’évêque de Limoges éleva l’église de Lupersat au rang d’archiprêtré preuve de son importance dans la région.
L’invasion anglaise du XIVe siècle a laissé des traces : la tradition parle d’une bataille livrée sur le Puy du Bey contre les troupes du Prince Noir avant ou après la ruine du château-fort de Sermur.

### Renaissance
En août 1511, la foudre tombée sur le clocher provoqua un violent incendie qui consumât une grande partie de l’église et détruisit plusieurs maisons du bourg. Les ossements de saint Oradoux furent la proie des flammes : le peu qui en resta fut placé dans un petit coffret. Les habitants du bourg, généralement peu fortunés furent cruellement éprouvés par ce désastre. La restauration de l’église fut lente.Une ancienne tradition signale l’existence d’une communauté religieuse, d’une certaine importance, établie dans l’enceinte du bourg tout près de l’église. Cette communauté pourrait être à l’origine d’une société de prêtres communalistes qui y ont subsisté pendant plusieurs siècles jusqu’à la Révolution. On voyait encore au début du XXe siècle, au sud du bourg, quelques ruines des maisons qu’ils occupaient.
Sur la butte dite du Coudert (en fait, Coudert de Saint-Allon) a existé pendant longtemps une chapelle dite de Saint-Allon. Les deux tilleuls qui y existent toujours se trouvaient en face du portail, à une courte distance. Cette chapelle était entourée d’un petit cimetière où étaient inhumés les morts de quelques villages qui en dépendaient, comme Boueix, Cornemule, la Caborne, Genétines haute et basse. Elle fut détruite en 1744 et ses pierres servirent à la construction de maisons d’habitation. Des pierres tombales gisaient encore sur le sol en 1846.

#### Révolution
Avant la Révolution de 1789, le territoire de la paroisse de Lupersat comptait un assez grand nombre de familles nobles ou se disant telles. Certains propriétaires, même modestes, accolaient souvent à leur nom patronymique la particule « de » suivie du nom de leur ferme. C'est ainsi, qu'en 1618, on trouve un de Laroche, sieur de Fumade, un de Beaufort, sieur du Montel ou un de Saint-Julien, sieur de la Chezotte. Sur le territoire de la paroisse, ont existé plusieurs châteaux qui ont progressivement perdu leur image aristocratique avec l'extinction des familles. On peut citer les châteaux de Maison-Neuve, près du bourg, qui a longtemps servi de presbytère, du Montel-Sugnet, de la Chezotte, de Lavaud-Graton, et de Saint-Martin. Celui de Saint-Martin avait une chapelle qui a été démolie au début du XIXe siècle. Les réformes profondes amenées par la Révolution furent accueillies avec faveur par les habitants et le curé-archiprêtre de Lupersat prononça le serment exigé par le décret du 12 juillet 1790.Toutes les fêtes civiques y furent célébrées. Un arbre de la Liberté y fut élevé. Au moment des guerres révolutionnaires, (1re coalition de 1792 à 1797 et deuxième coalition de 1798 à 1801) Lupersat contribua à l'aide demandée : d'abord, deux hommes furent tués à l'ennemi, fils de Léonard Deneufville, puis le montant de la vente des objets qui garnissaient l'église (637F) fut offert à la Nation, enfin, les cloches furent descendues et acheminées vers Aubusson, où elles furent fondues et converties en balles et en boulets. L'église devint alors un atelier de salpêtre.

#### Seconde partie duXIXesiècle
Des travaux importants ont eu lieu : ouverture de plusieurs chemins vicinaux pour faciliter les communications, amélioration de la place centrale qui a été débarrassée d'une maison et d'arbres qui l'encombraient,entre 1887 et 1888, construction de la maison commune qui comprit la mairie et le groupe scolaire. En 1890 et 1891, le cimetière qui entourait l'église est déplacé à l'extérieur du bourg. La plupart des maisons subissent des améliorations, sont restaurées ou rebâties.

## Politique et administration
| Période                                  | Période   | Identité                    | Étiquette | Qualité |
| ---------------------------------------- | --------- | --------------------------- | --------- | --- |
| mars 2012                                | en cours  | Marie-Thérèse Agabriel      | SE        | Retraitée Fonction publique |
| mars 1971                                | mars 2012 | Michel Moreigne             | PS        | Docteur en médecine Conseiller général de la Creuse (1967-2011) Sénateur de la Creuse (1973-2008) Président du Conseil général de la Creuse (1983-1992) |
| 1959                                     | 1971      | Fernand Mazeron             |           | |
| 1945                                     | 1959      | Gabriel Parry               |           | |
| 1945                                     | 1959      | Alphonse Bellegy            |           | |
| 1935                                     | 1944      | Gabriel Parry               |           | |
| 1925                                     | 1935      | Jean Lenoir                 |           | |
| 1884                                     | 1925      | François Félix Mazet        |           | |
| 1871                                     | 1884      | Jules Mourellon             |           | |
| 1870                                     | 1871      | Pierre Michel Lenoir        |           | |
| 1865                                     | 1870      | Charles Petit               |           | |
| 1858                                     | 1865      | Raoul de la Celle           |           | |
| 1837                                     | 1858      | Gilbert Parry               |           | |
| 1835                                     | 1837      | Michel Bittard Ducluzeau    |           | |
| 1832                                     | 1835      | Philippe Blanc              |           | |
| 1831                                     | 1832      | Charles Degeorge            |           | |
| 1816                                     | 1830      | Michel Bittard Ducluzeau    |           | |
| 1799                                     | 1816      | Gaspard Alexandre Mourellon |           | |
| 1794                                     | 1799      | Jean Degeorge               |           | |
| 1793                                     | 1794      | Etienne Morellon            |           | |
| Les données manquantes sont à compléter. |           |                             |           | |

## Démographie
L'évolution du nombre d'habitants est connue à travers les recensements de la population effectués dans la commune depuis 1793. Pour les communes de moins de 10 000 habitants, une enquête de recensement portant sur toute la population est réalisée tous les cinq ans, les populations de référence des années intermédiaires étant quant à elles estimées par interpolation ou extrapolation. Pour la commune, le premier recensement exhaustif entrant dans le cadre du nouveau dispositif a été réalisé en 2007.

En 2022, la commune comptait 291 habitants, en évolution de −6,73 % par rapport à 2016 (Creuse : −3,32 %, France hors Mayotte : +2,11 %).
| 1793  | 1800  | 1806  | 1821  | 1831  | 1836  | 1841  | 1846  | 1851  |
| ----- | ----- | ----- | ----- | ----- | ----- | ----- | ----- | ----- |
| 1 740 | 1 517 | 1 564 | 1 876 | 2 320 | 2 127 | 2 184 | 2 246 | 2 127 |

| 1856  | 1861  | 1866  | 1872  | 1876  | 1881  | 1886  | 1891  | 1896  |
| ----- | ----- | ----- | ----- | ----- | ----- | ----- | ----- | ----- |
| 1 957 | 1 835 | 1 818 | 1 719 | 1 700 | 1 622 | 1 569 | 1 533 | 1 537 |

| 1901  | 1906  | 1911  | 1921 | 1926 | 1931 | 1936 | 1946 | 1954 |
| ----- | ----- | ----- | ---- | ---- | ---- | ---- | ---- | ---- |
| 1 590 | 1 529 | 1 520 | 968  | 954  | 884  | 814  | 773  | 629  |

| 1962 | 1968 | 1975 | 1982 | 1990 | 1999 | 2006 | 2007 | 2012 |
| ---- | ---- | ---- | ---- | ---- | ---- | ---- | ---- | ---- |
| 569  | 505  | 413  | 401  | 375  | 354  | 334  | 331  | 330  |

| 2017 | 2022 | - | - | - | - | - | - | - |
| ---- | ---- | - | - | - | - | - | - | - |
| 302  | 291  | - | - | - | - | - | - | - |

## Lieux et monuments

### L'église
Église romane du XIe siècle, de grandes dimensions avec nef et collatéraux.
Elle mesure 30 m de long sur 20 m de large. Elle a trois nefs, un transept et une abside. C'est une des plus vastes du département. La nef principale est séparée des bas-côtés par deux rangées de piliers d'une architecture lourde mais imposante. Le transept se termine par deux chapelles latérales.
La tour du clocher est placée sur le transept. Elle est carrée et surmontée d'une charpente octogonale en forme de dôme, se terminant par une flèche aiguë s'élevant à 33 m. Cette tour fut renversée par la foudre en 1511 et tomba en partie sur la branche gauche du transept, la chapelle Saint Jean. D'importants travaux de reconstruction furent nécessaires. Une avancée en saillie, qui existe encore, était munie de créneaux et de mâchicoulis, pour défendre la fenêtre du pignon, vraisemblablement pour faire de l'église un refuge contre les attaques possibles des huguenots.
À l'extérieur porte et clocher à bulbe du XVIIIe siècle, pignon ouest de droite à portail.
Le chœur rectangulaire à chevet est percé de quatre fenêtres hautes, les chapiteaux sont sculptés ou ornementés, retable du XVIIe siècle. L'église est classée "monument historique" en 1974.

### Cartes postales anciennes

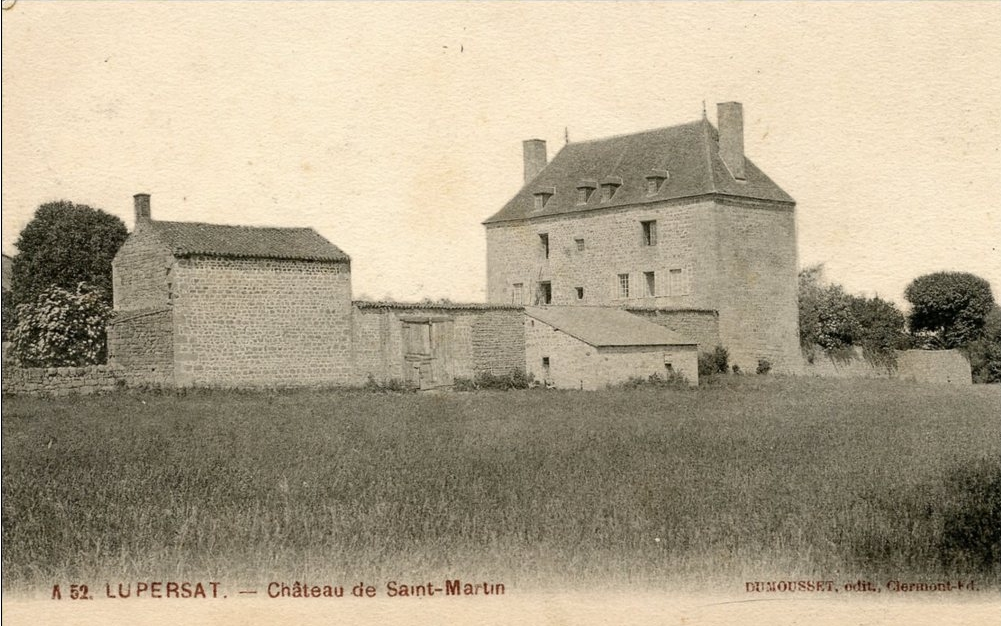
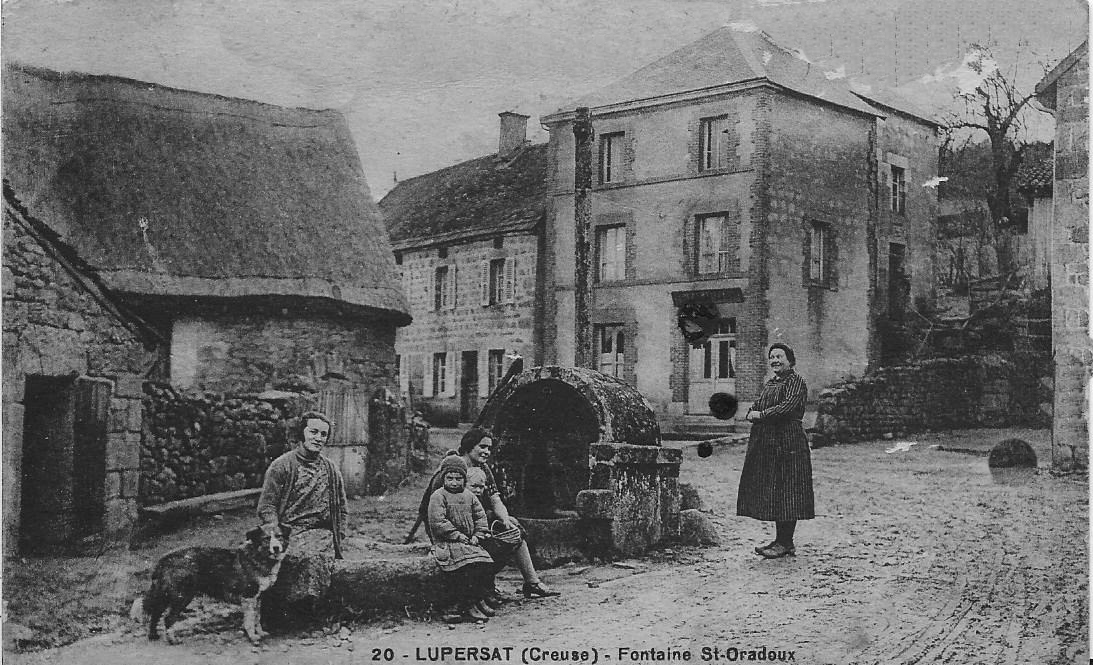
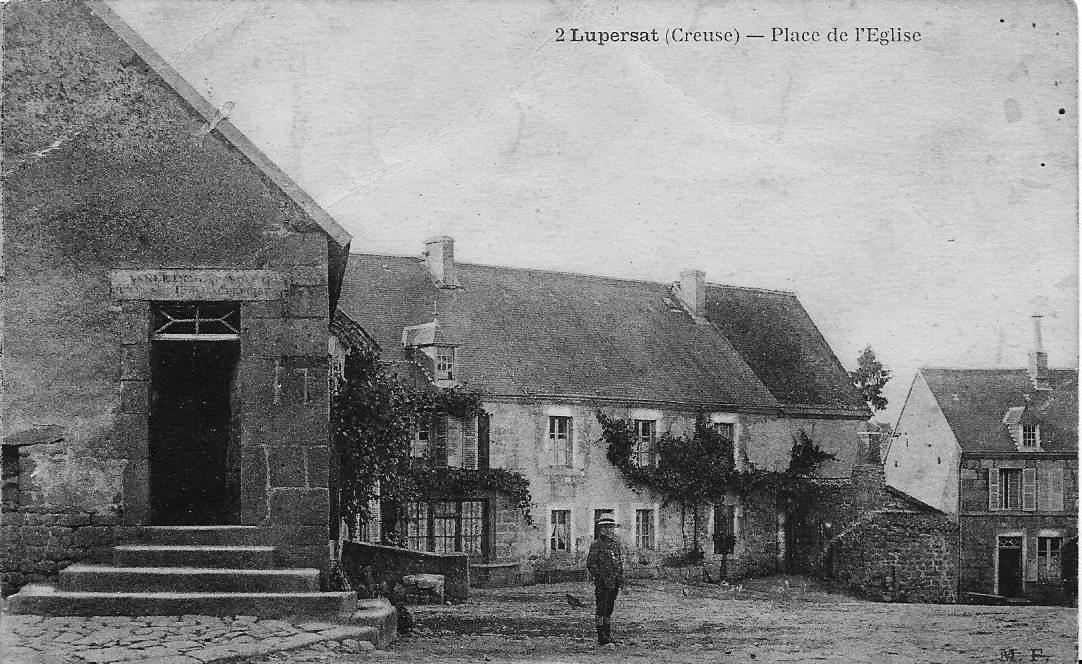
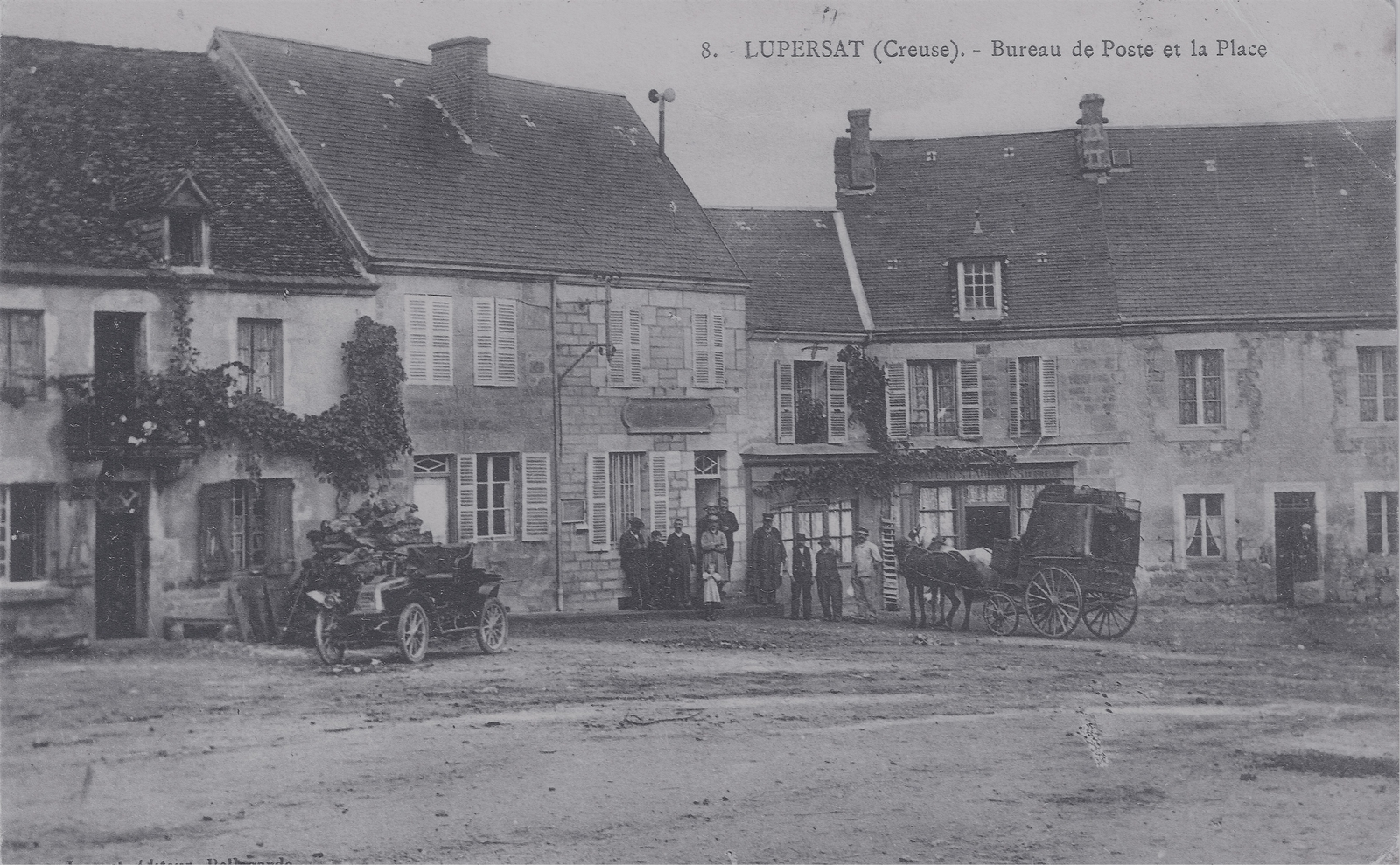
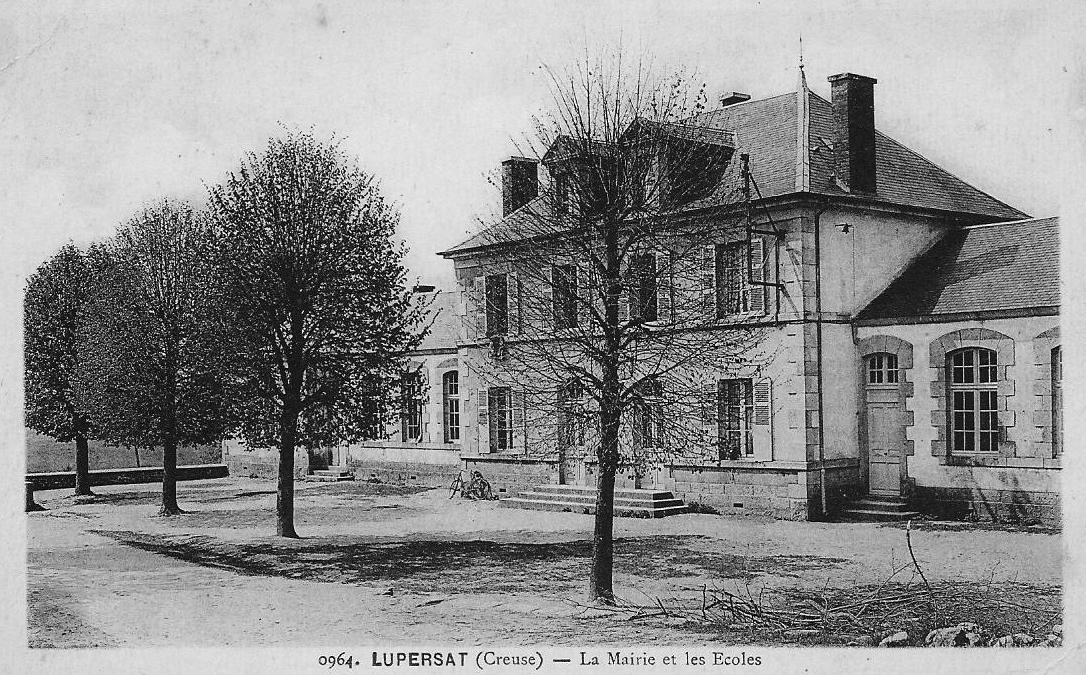
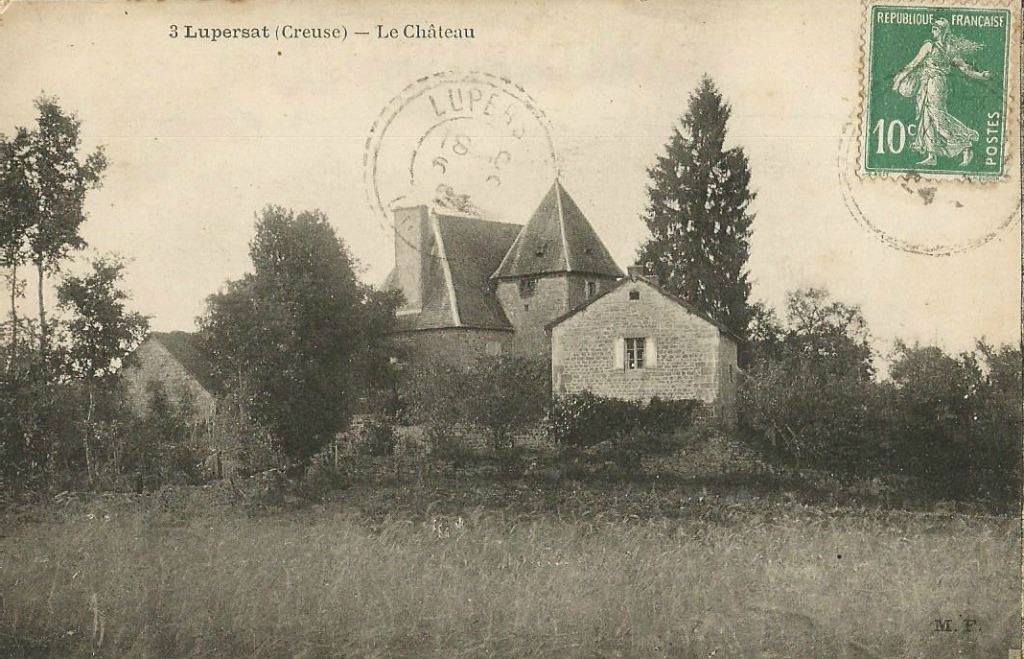

## Personnalités liées à la commune
- Pierre Mourellon, instituteur à Lupersat puis à Chénérailles, né le 13/11/1863, décédé après 1914. Il est l'auteur d'une monographie scolaire, écrite en 1914, dans la Collection de la Société nationale de "L'Histoire à l'école".